# Parupeneus signatus
Parupeneus signatus es una especie de peces de la familia Mullidae en el orden de los Perciformes.

## Morfología
• Los machos pueden llegar alcanzar los 50 cm de longitud total.

## Distribución geográfica
Se encuentra en el Pacífico occidental: desde el norte de Australia hasta Papúa Nueva Guinea y, también, al norte de Nueva Zelanda.

## Hábitat
Es un pez de mar.